# فاني فلوري
فاني فلوري (بالفرنسية: Fanny Fleury)‏ هي رسامة فرنسية، ولدت في 1848 في باريس في فرنسا، وتوفي بنفس المكان في 1920.

## معرض صور

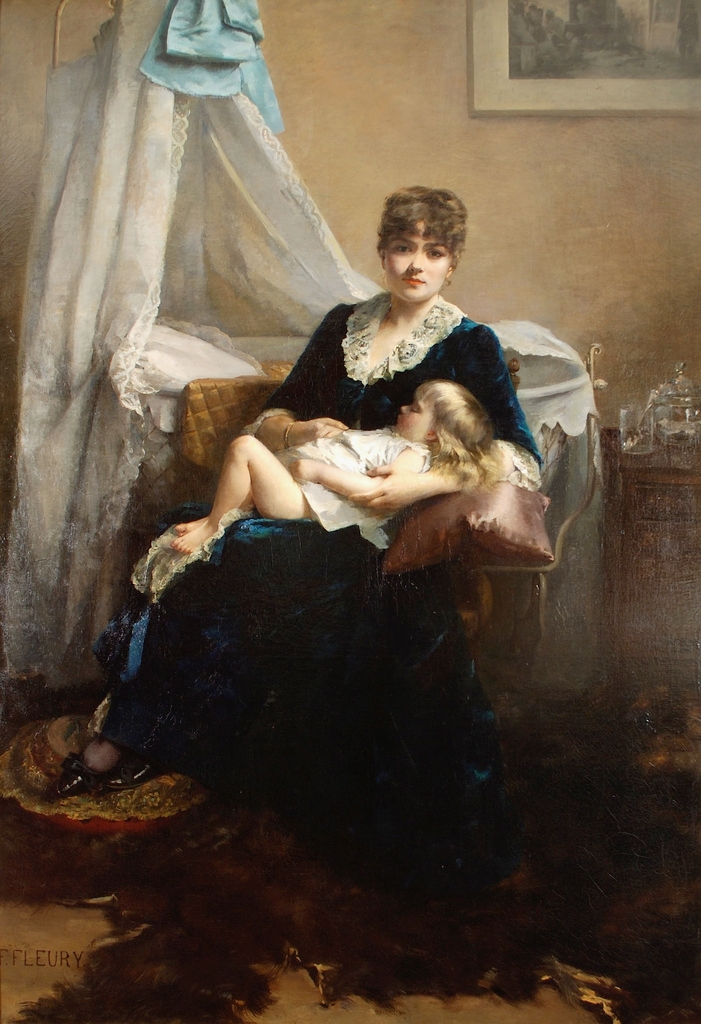
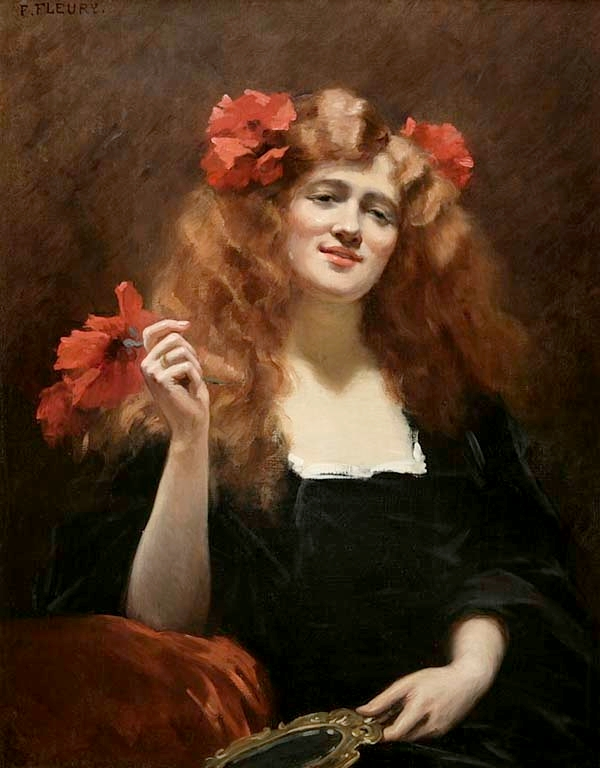
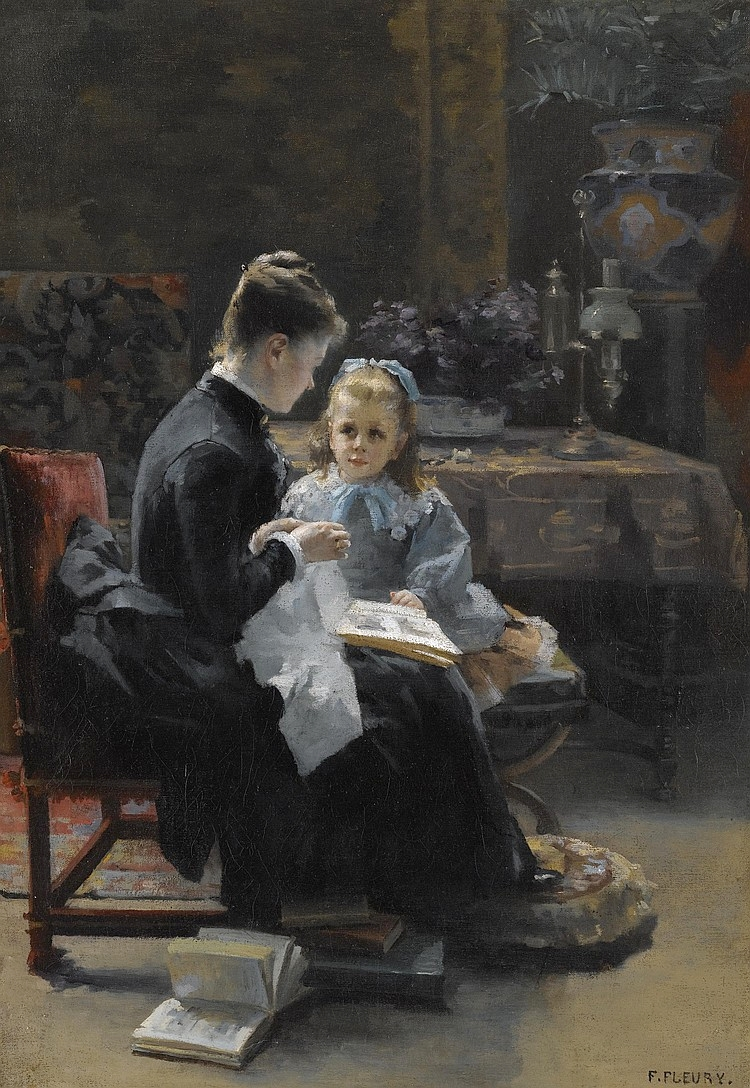